# Ū́
Ū́ (minuscule : ū́), appelé U macron accent aigu, est une lettre latine utilisée dans l’écriture du lituanien.
Il s’agit de la lettre U diacritée d’un macron et d’un accent aigu.

## Utilisation
En lituanien, le U macron ‹ Ū, ū › peut être combiné avec un accent aigu indiquant une syllabe tonique longue : ‹ Ū́, ū́ ›.

## Représentations informatiques
Le U macron accent aigu peut être représenté avec les caractères Unicode suivants : 
- précomposé (latin étendu A, diacritiques) :

| formes    | représentations | chaînes de caractères | points de code | descriptions                                             |
| --------- | --------------- | --------------------- | -------------- | -------------------------------------------------------- |
| capitale  | Ū́               | Ū◌́                    | U+016A U+0301  | lettre majuscule latine u macron diacritique accent aigu |
| minuscule | ū́               | ū◌́                    | U+016B U+0301  | lettre minuscule latine u macron diacritique accent aigu |

- décomposé (latin de base, diacritiques) :

| formes    | représentations | chaînes de caractères | points de code       | descriptions                                                         |
| --------- | --------------- | --------------------- | -------------------- | -------------------------------------------------------------------- |
| capitale  | Ū́               | U◌̄◌́                   | U+0055 U+0304 U+0301 | lettre majuscule latine u diacritique macron diacritique accent aigu |
| minuscule | ū́               | u◌̄◌́                   | U+0075 U+0304 U+0301 | lettre minuscule latine u diacritique macron diacritique accent aigu |